# Adana Demirspor Kulübü
L'Adana Demirspor Kulübü més conegut com Adana Demispor és un club de futbol turc de la ciutat d'Adana fundat l'any 1940. Ha guanyat nou cops la Copa de l'Associació d'Escriptors d'Esports Turcs.

## Estadi
Juga els seus partits com a local al New Adana Stadium que té una capacitat per a 30.960 espectadors.

## Trajectòria esportiva
- Primera divisió: 1960-1961, 1973-1984, 1987-1990, 1991-1992, 1994-1995, 2021–
- Segona divisió: 1963-1973, 1984-1987, 1990-1991, 1991-1994, 1995-1999, 2002-2004
- Tercera divisió: 1999-2002, 2004-
- Categoria regional: 1958-1960, 1961-1963